# Frøjk Bæk
Frøjk Bæk er et nordligt tilløb til Storå. Bækken ligger i den vestlige del af Holstebro, men den udspringer i området omkring Måbjergværket og Nupark nord for byen. Den er dog rørlagt på det meste af sin øvre strækning og bliver først synlig syd for Birkelundsskolen, hvor 2 okkerfældningsanlæg renser vandet for okker. Nede mod Storå snor bækken sig lystigt gennem en ældre ellesump. Ved udløbet til Storå lå der siden 1895 et lille ørreddambrug, der sidenhen har givet navn til den selvejende institution Frøjk Fiskepark.
|  | Denne artikel om lokaliteten Frøjk Bæk kan blive bedre, hvis der indsættes et (bedre) billede. Du kan hjælpe ved at afsøge Wikimedia Commons for et passende billede eller lægge et op på Wikimedia Commons med en af de tilladte licenser og indsætte det i artiklen. |

56°21′51″N 8°35′00″Ø / 56.36426°N 8.5834°Ø